# 355 km (obwód pskowski)
355 km (ros. 355 км) – przystanek kolejowy w lasach, w rejonie newelskim, w obwodzie pskowskim, w Rosji. Położony jest na linii Wielkie Łuki - Newel, w oddaleniu od skupisk ludzkich. Najbliższą miejscowością jest Kolesnikowo.